# ЕР12
ЕР12 (електропоїзд ризький, 12-й тип; заводське позначення - 62-251) — серія дослідних радянських електропоїздів постійного струму. За конструкцією аналогічний електропоїзду ЕР2 з плавним імпульсним пуском. В масштабне виробництво, як спочатку планувалося, не пішов. Через важкий економічний стан країни, застосовані в електрообладнанні електропоїзда технології так і залишилися дослідними.

## Передісторія
Електропоїзд ЕР2 при всій своїй простоті має серйозний недолік - наявність реостатного пуску, в результаті чого значна кількість електроенергії просто губиться в пускових резисторах у вигляді тепла. Не випадково вже в другій половині 1960-х почалася досліди із застосування на цих електропоїздах імпульсного пуску. За даною схемою замість пускових резисторів і реостатного контролера встановлювалися статичні перетворювачі, електропоїзди при цьому одержували позначення ЕР2і. Перетворювач дозволяв плавно регулювати напругу на затискачах попарно з'єднаних тягових двигунів, забезпечуючи підтримку вищого пускового струму. Крім цього, відпадала необхідність у застосуванні такого проміжного з'єднання тягових двигунів, як послідовне, а контролер машиніста мав простішу конструкцію. Проведені в 1973 році випробування показали, що економія електроенергії на ЕР2і в порівнянні з ЕР2 становила 9,8-12,8%. Хоча конструкція перетворювача була вельми складною, було вирішено налагодити виробництво статичних перетворювачів, які надалі встановлювали на електропоїздах ЕР2 при модернізації.

## Створення і конструкція ЕР12
На підставі проведених випробувань електропоїздів ЕР2і, Таллінським електротехнічним заводом були спроектовані перетворювачі нової конструкції. Однак перед початком серійного випуску перетворювачів і широкої модернізації електропоїздів ЕР2 було вирішено випустити дослідну партію електропоїздів, обладнаних даними перетворювачами. Крім цього, Ризький електромашинобудівний завод мав можливість випробувати тяговий електродвигун 1ДТ-006, який являв собою модернізовану версію УРТ-110Б (застосовувалися на ЕР2 з № 919), у якого була підвищена теплостійкість полюсів (за рахунок застосування ізоляції класу F ).
У вересні 1976 року Ризький вагонобудівний завод випустив десятивагонний електропоїзд, якому присвоїли повне позначення ЕР12-6001. У відповідності з номером креслення головного виду, новий електропоїзд отримав заводське позначення 62-251. В основному по конструкції це був той же ЕР2, однак під моторними вагонами були відсутні резистори і силовий контролер. Замість них були встановлені двофазні тиристорно-імпульсні перетворювачі ТІП-1320/3У. Основу перетворювачів становили тиристорні ключі, які забезпечували широтно-імпульсне регулювання з частотою 400 Гц. Як силові прилади були застосовані таблеткові тиристори ТБ-320 і ТБ-400, а також високочастотні діоди ВЧ-400. Охолодження приладів було природне, за рахунок набігаючого повітря, як і на електропоїздах змінного струму ЕР9Е. Робоча напруга перетворювачів становила 3000 В, пусковий струм - 2×220 А. Перетворювач забезпечував плавне регулювання напруги на затискачах попарно послідовно з'єднаних тягових двигунів, регулюючи його в межах від 5 до 95% від напруги в контактній мережі. Крім цього, перетворювач регулював збудження електродвигунів (в межах від 100 до 50%), а також зміну (завдяки авторежимному пристрою) пускового струму в залежності від населеності вагонів. Плавне регулювання, в порівнянні з електропоїздом ЕР2, дозволило підвищити величину середнього пускового струму двигунів з 190 до 220 А, що, в свою чергу, підвищило прискорення поїзда з 0,57 до 0,71 м/с². Також пусковий струм міг регулюватися і машиністом. Однак через високу вагу перетворювачів вага порожнього моторного вагона зросла до 56,5 т. В кабіні управління був встановлений контролер машиніста 1.КУ27-01 зміненої конструкції.
В 1981 році заводом були випущені ще 2 електропоїзди серії: 6-вагонний ЕР12-6002 і 4-вагонний ЕР12-6003.

## Доля електропоїздів
В 1978 ЕР12-6001 надійшов для випробувань на експериментальне кільце ВНДІЗТ. У ході дослідних поїздок, було встановлено, що на перегоні 1,5 кілометра електропоїзд ЕР12 здатний розігнатися до 69 км/год. При експлуатації зі швидкостями 60-65 км/год економія електроенергії в порівнянні з ЕР2 становила 8,5-10%.
Після випробувань електропоїзд надійшов для дослідної експлуатації в моторвагонне депо Таллінн. До початку 1980-х число вагонів у складі скоротилося з 10 до 8, так як на моторному вагоні 600108 вийшов з ладу перетворювач, в результаті чого електросекція була просто відставлена від роботи. У 1981 році в те ж депо надійшли і інші два склади ЕР12. З 18 вагонів які залишилися в експлуатації сформували три склади по 6 вагонів у кожному, які почали експлуатуватися в загальному графіку зі звичайними ЕР2. У ході експлуатації, електропоїзди ЕР12 завдяки імпульсному пуску виявилися економічніше ЕР2 в середньому на 8%.
Перебудова і важке економічне становище в країні призвели до відмови заводів від випуску електропоїздів з дорогими пусковими перетворювачами, які до того ж були не достатньо надійними.Згодом ремонт електропоїздів ЕР12 незабаром став вельми витратним. З цієї причини від модернізації електропоїздів ЕР2 на імпульсний пуск також відмовилися. У середині 1990-х усі три електропотяги ЕР12 були відправлені для проходження капітального ремонту (КР-2) в Санкт-Петербург на Жовтневий електровагоноремонтний завод, де керівництво вирішило не відновлювати первинну електронну схему. В результаті всі ЕР12 були переобладнані в ЕР2. При цьому вагони отримали нові номери (по естонських стандартах), зокрема:
- 600101 → 2201,
- 600103 → 2207 (перероблений з проміжного в головний вагон),
- 600109 → 2202,
- 600201 → 2203,
- 600203 → 2208 (перероблений з проміжного в головний),
- 600209 → 2204,
- 600301 → 2205,
- 600309 → 2206.

При переробці вагонів 600103 і 600203 у головні застосовані кабіни нової форми (за аналогією з кабінами електропоїзда ЕР2т-7251).